# 1969-es magyar labdarúgókupa
Az 1969-es magyar labdarúgókupa küzdelmeit az Újpesti Dózsa nyerte.

## Első forduló
| 1. csapat                 | Eredmény | 2. csapat                   |
| ------------------------- | -------- | --------------------------- |
| 1969. május 28.           |          |                             |
| Nagykanizsai Sáska Petőfi | 0–1      | Zalaegerszegi TE            |
| Szombathelyi 12. sz. Autó | 0–1      | Savaria Cipőgyár            |
| Barcsi SC                 | 0–0      | Kaposvári Táncsics          |
| Kaposvári Vasas MTE       | 1–1      | Kaposvári Kinizsi           |
| Szentegát                 | 2–2      | Pécsi VSK                   |
| Pécsi Vasas               | 0–2      | Pécsi Ércbányász            |
| Mohácsi TSZ TE            | 2–3      | Pécsi Bányász               |
| Paksi Kinizsi             | 1–0      | Szekszárdi Dózsa            |
| Petőházi Kinizsi          | 3–1      | Almásfüzitő                 |
| Mosonszentjánosi TSZ SK   | 1–5      | Győri Dózsa                 |
| Rákóczi SE                | 2–7      | Oroszlányi Bányász          |
| Balatonboglári MEDOSZ     | 2–2      | Nagykanizsai Olajbányász SE |
| Kiss János SE Kapoly      | 1–1      | Siófoki Olajbányász         |
| Ajkai Alumínium           | 1–0      | Bauxitbányás SEz            |
| Schönherz SE              | 2–3      | Várpalotai Bányász          |
| Székesfehérvári SZKG      | 2–9      | Videoton                    |
| Ikarus Alba Regia         | 4–1      | Fűzfői AK                   |
| Székesfehérvári KŐFÉM     | 1–2      | Veszprémi Vegyész           |
| Pusztavám-Móri Bányász    | 1–0      | Kossuth KFSE                |
| Pápai Spartacus           | 1–8      | Pápai Textiles              |
| Máza-Szászvári Bányász    | 6–3      | Székesfehérvári MÁV Előre   |
| Sárisápi Bányász          | 2–0      | Esztergomi Vasas            |
| Dunabogdányi SK           | 0–1      | Dorogi Bányász              |
| Váci SE                   | 5–3      | Ganz-MÁVAG                  |
| Csávoly                   | 3–4      | Szegedi Dózsa               |
| Szamuely SE               | 1–4      | SZEOL                       |
| Kiskundorozsma            | 1–3      | Szegedi VSE                 |
| Kiskőrösi Gépjavító       | 1–4      | Kiskunfélegyházi Vasas      |
| Mindszenti TSZ SK         | 3–5      | Mezőkovácsházi Petőfi       |
| Alpári Búzakalász TSZ     | 0–3      | Kecskeméti Dózsa            |
| Orosházi Dózsa            | 4–2      | Gyulai MEDOSZ               |
| Szarvasi MEDOSZ           | 2–5      | Békéscsabai Előre           |
| Szolnoki Vegyiművek       | 1–1      | Ceglédi VSE                 |
| Kilián FSE                | 3–1      | Kecskeméti TE               |
| Fegyvernek                | 1–2      | Szolnoki MÁV                |
| Hajdúböszörményi Bocskai  | 0–0      | Debreceni VSC               |
| Debreceni Elektromos      | 1–1      | Szolnoki MTE                |
| Hajdú Vasas (Téglás)      | 4–4      | Bocskai SE                  |
| Balkányi MEDOSZ           | jn       | MGM Debrecen                |
| Mátészalkai VM            | 0–1      | Nyíregyházi Spartacus       |
| Tiszaszederkényi MTK      | 3–2      | Sátoraljaújhelyi Spartacus  |
| Edelényi Bányász          | 1–0      | Ormosbányai Bányász         |
| Borsodnádasdi Vasas       | 0–1      | Ózdi Kohász                 |
| Miskolci EAFC             | 0–2      | Miskolci VSC                |
| Novaji TSZ SK             | 1–2      | Kazincbarcikai Vegyész      |
| Mező Imre SE              | 1–2      | Papp J. SE                  |
| Gyöngyösi Spartacus       | 3–1      | Borsodi Bányász             |
| Balassagyarmati SE        | 0–0      | Salgótarjáni Kohász         |
| Etesi SK                  | 0–3      | Kisterenyei Bányász         |
| Zagyvapálfalvai Építők    | 2–2      | Nagybátonyi Bányász         |
| Jászapáti TSZ             | 0–5      | Jászberényi Lehel           |
| Üllői TSZ SK              | 2–2      | BVSC                        |
| Kiskunlacháza II. kerület | 0–2      | BKV Előre                   |
| Soroksári MEDOSZ          | 1–2      | Volán SC                    |
| Középítők SE              | 3–6      | Budafoki MTE Kinizsi        |
| III. kerületi TTVE        | 3–2      | BEAC                        |
| Bp. Polgári Védelem       | 1–4      | Kőbányai Tűzálló            |
| Nagytétényi Kohász        | 6–1      | FÖSPED Szállítók            |
| KELTEX                    | 2–1      | EVTK                        |
| Chinoin                   | 1–5      | Ikarus                      |
| Vasas Transvill           | 2–2      | KISTEXT                     |
| Bp. Szerszámgépgyár       | 3–3      | Pénzügyőr                   |
| Vasas Izzó                | 3–3      | Bp. Spartacus               |
| 1969. május 29.           |          |                             |
| Győri Mezőgép             | 1–6      | MÁV DAC                     |

A Balkány lemondta a mérkőzést.

## Második forduló
| 1. csapat                | Eredmény | 2. csapat              |
| ------------------------ | -------- | ---------------------- |
| 1969. június 4.          |          |                        |
| Savaria Cipőgyár         | 1–0      | Zalaegerszegi TE       |
| Kaposvári Vasas          | 1–1      | Barcsi SC              |
| Szentgáti MEDOSZ         | 1–0      | Pécsi Ércbányász       |
| Paksi Kinizsi            | 0–1      | Pécsi Bányász          |
| Petőházi Kinizsi         | 2–5      | Győri Dózsa            |
| MÁV DAC                  | 1–1      | Oroszlányi Bányász     |
| Balatonboglári MEDOSZ    | 0–1      | Kiss János SE          |
| Ajkai Alumínium          | 1–0      | Várpalotai Bányász     |
| Ikarus Alba Regia        | 1–7      | Videoton               |
| Pusztavám Móri Bányász   | 0–2      | Veszprémi Vegyész      |
| Máza-Szászvár            | 4–1      | Pápai Textiles         |
| Sárisápi Bányász         | 2–2      | Dorogi Bányász         |
| Váci SE                  | 3–2      | Szegedi Dózsa          |
| Szegedi VSE              | 1–1      | SZEOL                  |
| Mezőkovácsházi Petőfi    | 1–1      | Kiskunfélegyházi Vasas |
| Orosházi Dózsa           | 1–2      | Kecskeméti Dózsa       |
| Szolnoki Vegyiművek      | 2–0      | Békéscsabai Előre      |
| Kilián FSE               | 1–3      | Szolnoki MÁV           |
| Hajdúböszörményi Bocskai | 1–1      | Debreceni Elektromos   |
| Hajdú Vasas              | 1–1      | MGM Debrecen           |
| Tiszaszederkényi MTK     | 1–0      | Nyíregyházi Spartacus  |
| Edelényi Bányász         | 2–7      | Ózdi Kohász            |
| Kazincbarcikai Vegyész   | 0–0      | Miskolci VSC           |
| Gyöngyösi Spartacus      | 2–0      | Papp J. SE             |
| Balassagyarmati SE       | 2–1      | Kisterenyei Bányász    |
| Zagyvapálfalvai Építők   | 1–0      | Jászberényi Lehel      |
| Üllői TSZ                | 1–2      | BKV Előre              |
| Volán SC                 | 3–1      | Budafoki MTE           |
| III. kerületi TTVE       | 6–0      | K. Tűzálló             |
| Nagytétényi Kohász       | 3–1      | KELTEX                 |
| Vasas Transvill          | 0–0      | Ikarus                 |
| Bp. Szerszámgépgyár      | 2–3      | Vasas Izzó             |

## Harmadik forduló
| 1. csapat              | Eredmény | 2. csapat              |
| ---------------------- | -------- | ---------------------- |
| 1969. június 11.       |          |                        |
| Barcsi SC              | 0–2      | Savaria                |
| Szentegáti MEDOSZ      | 1–5      | Pécsi Bányász          |
| MÁV DAC                | 4–0      | Győri Dózsa            |
| Kiss János SE          | 1–1      | Ajkai Alumínium        |
| Veszprémi Vegyész      | 1–0      | Videoton               |
| Sárisápi Bányász       | 1–6      | Máza-Szászvári Bányász |
| Váci SE                | 3–1      | Szegedi VSE            |
| Kiskunfélegyházi Vasas | 2–2      | Kecskeméti Dózsa       |
| Szolnoki Vegyiművek    | 1–4      | Szolnoki MÁV           |
| Debreceni Elektromos   | 0–0      | Hajdú Vasas            |
| Tiszaszederkényi MTK   | 0–1      | Ózdi Kohász            |
| Gyöngyösi Spartacus    | 2–2      | Kazincbarcikai Vegyész |
| Balassagyarmati SE     | 1–3      | Zagyvapálfalvai Építők |
| Volán SC               | 3–1      | BKV Előre              |
| Nagytétény             | 4–0      | III. kerületi TTVE     |
| TRANSVILL              | 0–1      | Vasas Izzó             |

## Negyedik forduló
| 1. csapat              | Eredmény | 2. csapat            |
| ---------------------- | -------- | -------------------- |
| 1969. június 18.       |          |                      |
| Ajkai Alumínium        | 0–3      | Rába ETO             |
| MÁV DAC                | 0–5      | Csepel               |
| Pécsi Bányász          | 1–3      | Pécsi Dózsa          |
| Savaria Cipőgyár       | 2–2      | Salgótarjáni BTC     |
| Ózdi Kohász            | 4–0      | Egyetértés           |
| Szolnoki MÁV           | 0–2      | Komlói Bányász       |
| Kiskunfélegyházi Vasas | 0–9      | Bp. Honvéd           |
| Hajdú Vasas            | 0–1      | Egri Dózsa           |
| Gyöngyösi Spartacus    | 1–3      | Újpesti Dózsa        |
| Zagyvapálfalvai Építők | 0–1      | Dunaújvárosi Kohász  |
| Volán SC               | 2–2      | Vasas                |
| Nagytétényi Kohász     | 0–4      | Ferencvárosi TC      |
| Vasas Izzó             | 0–3      | MTK                  |
| Váci SE                | 1–0      | Diósgyőri VTK        |
| Máza-Szászvári Bányász | 1–2      | Szombathelyi Haladás |
| Veszprémi Vegyész      | 0–3      | Tatabányai Bányász   |

## Nyolcaddöntő
| 1. csapat            | Eredmény | 2. csapat           |
| -------------------- | -------- | ------------------- |
| 1969. június 25.     |          |                     |
| Savaria Cipőgyár     | 0–1      | Pécsi Dózsa         |
| Ózdi Kohász          | 1–0      | Komlói Bányász SK   |
| Bp. Honvéd           | 8–0      | Egri Dózsa          |
| Bp. Volán SC         | 2–1      | Ferencvárosi TC     |
| Váci SE              | 0–5      | MTK                 |
| Szombathelyi Haladás | 2–1      | Tatabányai Bányász  |
| 1969. július 20.     |          |                     |
| Rába ETO             | 1–1      | Csepel SC           |
| 1969. július 23.     |          |                     |
| Újpesti Dózsa        | 4–0      | Dunaújvárosi Kohász |

## Negyeddöntő
| 1. csapat            | Eredmény | 2. csapat     |
| -------------------- | -------- | ------------- |
| 1969. július 23.     |          |               |
| Csepel SC            | 2–1      | Pécsi Dózsa   |
| 1969. július 27.     |          |               |
| Bp. Volán SC         | 2–4      | Újpesti Dózsa |
| Szombathelyi Haladás | 1–2      | MTK           |
| Ózdi Kohász          | 0–4      | Bp. Honvéd    |

## Elődöntő
| 1. csapat        | Eredmény | 2. csapat |
| ---------------- | -------- | --------- |
| 1969. július 30. |          |           |
| Újpesti Dózsa    | 4–0      | MTK       |
| Bp. Honvéd       | 2–1      | Csepel SC |

## Döntő
| 1969. augusztus 20. 16:30 |

| Újpesti Dózsa                     | 3–1   | Budapesti Honvéd |
| --------------------------------- | ----- | ---------------- |
| Dunai A. 40' Bene 43' Nagy L. 47' | (2–0) | Tussinger 83'    |

| Népstadion, Budapest Nézőszám: 15 000 Játékvezető: Bíróczky János Asszisztensek: Schopp Károly, dr. Vincze Ferenc |

| KA           |  | Szentmihályi Antal |  |     |
| V            |  | Káposzta Benő      |  |     |
| V            |  | Solymosi Ernő      |  |     |
| V            |  | Noskó Ernő         |  |     |
| V            |  | Bánkuti István     |  |     |
| KP           |  | Dunai Ede          |  | 65' |
| KP           |  | Göröcs János       |  |     |
| CS           |  | Fazekas László     |  | 65' |
| CS           |  | Bene Ferenc        |  |     |
| CS           |  | Dunai Antal        |  |     |
| CS           |  | Nagy László        |  |     |
| Cserék:      |  |                    |  |     |
|              |  | Horváth József     |  | 65' |
|              |  | Juhász Péter       |  | 65' |
| Vezetőedző:  |  |                    |  |     |
| Baróti Lajos |  |                    |  |     |

| KA             |  | Bicskei Bertalan  |  |             |
| V              |  | Ruzsinszky József |  |             |
| V              |  | Kelemen József    |  |             |
| V              |  | Tussinger Antal   |  |             |
| V              |  | Marosi László     |  |             |
| V              |  | Tajti József      |  |             |
| KP             |  | Tichy Lajos       |  |             |
| KP             |  | Komora Imre       |  |             |
| CS             |  | Pusztai László    |  | 55'         |
| CS             |  | Szurgent Lajos    |  | a szünetben |
| CS             |  | Karakas József    |  |             |
| Cserék:        |  |                   |  |             |
|                |  | Tóth Kálmán       |  | a szünetben |
|                |  | Vági István       |  | 55'         |
| vezetőedző:    |  |                   |  |             |
| Preiner Kálmán |  |                   |  |             |

Az Újpesti Dózsa MNK-ban szerepelt játékosai: Szentmihályi Antal (4), Borbély László (1) – Bánkuti István (4), Bene Ferenc (4), Dunai Antal (4), Dunai Ede (4), Fazekas László (4), Göröcs János (4), Hartyáni Gábor (1), Horváth József (1), Juhász Péter (2), Káposzta Benő (4), Kolár Endre (1), Komáromi József (1), Nagy László (3), Noskó Ernő (4), Nyírő István (1), Simon János (1), Solymosi Ernő (4), Szini József (1), Tóth András (1), Zámbó Sándor, (3) Horváth Gy (1), Hegyi (1)

## jegyzetek
1. ↑  A nagydöntőben hét NB I B-s és 24 NB II-es csapat már elbúcsúzott.  Népsport,  XXV. évf.  118. sz. (1969. május 29.)   2. o.
2. ↑  Labdarúgás.  Népsport,  XXV. évf.  119. sz. (1969. május 30.)   2. o.
3. ↑  Újabb hat NB I B-s csapat esett ki az MNK-ból.  Népsport,  XXV. évf.  124. sz. (1969. június 5.)   3. o.
4. ↑  Újabb meglepetések a labdarúgó MNK-ban.  Népsport,  XXV. évf.  130. sz. (1969. június 12.)   3. o.
5. ↑  Négy NB I-es csapat búcsúzott az MNK-tól.  Népsport,  XXV. évf.  136. sz. (1969. június 19.)   1. o.
6. ↑  A Volán a bajnokot is „kiütötte".  Népsport,  XXV. évf.  142. sz. (1969. június 20.)   1. o.
7. ↑  Vérbeli kupaküzdelekben a vendégek harcolták ki a továbbjutásit.  Népsport,  XXV. évf.  164. sz. (1969. július 21.)   1. o.
8. ↑  A legjobb nyolc között az Újpesti Dózsa.  Népsport,  XXV. évf.  166. sz. (1969. július 24.)   3. o.
9. ↑  A Csepel már az MNK elődöntőjében.  Népsport,  XXV. évf.  166. sz. (1969. július 24.)   1. o.
10. ↑  Az MNK elődöntőjében: Csepel—Honvéd, Dózsa—MTK.  Népsport,  XXV. évf.  170. sz. (1969. július 28.)   1. o.
11. ↑  A Bp. Honvéd és az U. Dózsa az MNK döntőjében.  Népsport,  XXV. évf.  172. sz. (1969. július 31.)   1. o.